# فرد جي. هيوز
فرد جي. هيوز (بالإنجليزية: Fred G. Hughes)‏ هو سياسي أمريكي، ولد في 30 مارس عام 1837، وتوفي في 16 سبتمبر عام 1911،بسبب صاعقة.